# Maria Szindler
Maria Szindler (ur. 7 czerwca 1918 w Makoszowach, zm. 18 maja 1986 w Zabrzu) – polska rolniczka i polityk, poseł na Sejm PRL IV kadencji.

## Życiorys
W okresie II RP należała do Związku Towarzystw Polek i harcerstwa. W czasie okupacji niemieckiej działała w ruchu oporu. W 1945 wstąpiła do Stronnictwa Ludowego, a następnie do Zjednoczonego Stronnictwa Ludowego. W ZSL pełniła funkcję prezesa koła w Makoszowach, następnie wiceprezesa Miejskiego Komitetu w Gliwicach. W 1958 została członkiem Powiatowego Komitetu partii, w 1963 prezydium Wojewódzkiego Komitetu w Katowicach, a rok później plenum Naczelnego Komitetu. Była działaczką Koła Gospodyń Wiejskich. W 1965 uzyskała mandat posła na Sejm PRL w okręgu Gliwice, zasiadała w Komisji Przemysłu Lekkiego, Rzemiosła i Spółdzielczości Pracy.
Odznaczona Srebrnym Krzyżem Zasługi, Krzyżem Oficerskim Orderu Odrodzenia Polski oraz Odznaką 1000-lecia Państwa Polskiego.
Zmarła 18 maja 1986, pochowana wraz z mężem Piotrem (1911–1981) na cmentarzu parafii św. Jana i Pawła Męczenników w Zabrzu.